# People’s Insurance Company of China
People’s Insurance Company of China (PICC) - auch als PICC Group bekannt, oder PICC - ist ein chinesisches Unternehmen mit Firmensitz in Peking. Das Unternehmen ist das größte, chinesische Versicherungsunternehmen und bietet für seine Kunden Versicherungen verschiedener Art an. Das Unternehmen wurde 1949 gegründet.
Zur Gruppe gehören die wesentlichen Tochtergesellschaften PICC Asset Management, PICC Life sowie PICC Property and Casualty (PICC P&C). Letztere ist ebenfalls börsennotiert.

## Geschichte
Die Ursprünge der PICC reichen bis ins Jahr 1949, als die People’s Insurance Company of China (PICC) mit Zustimmung des Staatsrats der Volksrepublik China als Tochtergesellschaft der People’s Bank of China gegründet wurde.
1983 wurde die PICC als eigenständiges Unternehmen von der People’s Bank of China abgespalten. Im Jahr 1996 wurde die People’s Insurance Company (Group) of China zu einer Holdinggesellschaft, und es wurden drei Tochtergesellschaften gegründet: ein Sachversicherer, ein Lebensversicherer und ein Rückversicherer.
1999 wurden die China Life Insurance Company und die China Re aus der Gruppe ausgegliedert, während die Auslandsgeschäfte einer ehemaligen Tochtergesellschaft, der heutigen China Taiping Insurance Group Limited (Muttergesellschaft der China Taiping Insurance Holdings Co., Ltd.), gehörten.
Nach der Abspaltung wurde die Sachversicherungstochter der Gruppe zur neuen Holding der PICC Group und erhielt den Namen People’s Insurance Company of China.
2003 wurde aus der ehemaligen Sach- und Unfallversicherungssparte der PICC Group die neue Tochtergesellschaft PICC Property and Casualty (PICC P&C) gegründet. Gleichzeitig trennte sich die PICC Group von ihren Versicherungsaufgaben und reorganisierte sich zur PICC Holding Company.
Im Jahr 2007 nahm die PICC Holding Company wieder den Namen People’s Insurance Company Group of China an.
2009 wurde das Unternehmen als People’s Insurance Company (Group) of China Limited in eine Aktiengesellschaft umgewandelt.
Ende Dezember 2015 gab die Deutsche Bank bekannt, ihren Anteil von 19,99 % an der Hua Xia Bank an die PICC zu verkaufen.

## Tochtergesellschaften

### PICC Property and Casualty (PICC P&C)
Die PICC Property and Casualty Company Limited (PICC P&C) mit Hauptsitz in Peking war früher als People’s Insurance Company of China bekannt und wurde am 20. Oktober 1949 gegründet. PICC P&C ist das Kernmitglied und das führende Unternehmen der People’s Insurance Company (Group) of China Limited (PICC Group). Als staatliches Sach- und Unfallversicherungsunternehmen in China mit umfangreichen Geschäftsaktivitäten und großem Kundenstamm ist PICC P&C hinsichtlich der Prämienhöhe eines der größten Versicherungsunternehmen auf dem globalen Sach- und Unfallversicherungsmarkt. Das Unternehmen wurde am 6. November 2003 an der SEHK notiert (Börsenkürzel: 2328).

### PICC Re
Die PICC Group erbringt über PICC Reinsurance Rückversicherungsdienstleistungen für ihre börsennotierte Tochtergesellschaft PICC P&C. PICC Reinsurance (PICC Re; Chinesisch: 人保再保险股份有限公司) selbst ist ein Joint Venture der PICC Group und ihrer Tochtergesellschaft PICC P&C im Verhältnis 51:49.
PICC Reinsurance, hat für 2024 einen Rekord-Nettogewinn von 520 Millionen CNY (71,7 Millionen US-Dollar) ausgewiesen.

## Aktionärsstruktur
Das Finanzministerium der Volksrepublik China ist mit 67,60 % der Gesamtaktien zum 31. Dezember 2018 der Mehrheitsaktionär des Unternehmens.
Der chinesische Staatsfonds - National Social Security Fund (NSSF) besaß im Jahr 2018 ebenfalls 8,60 % + 1,19 % der Aktien des Unternehmens (der NSSF hielt sowohl A- als auch H-Aktien des Unternehmens).
Außerdem gehörte der in den USA ansässige multinationale Versicherer American International Group (AIG), der im Jahr 2018 2,52 % der Gesamtaktien (12,76 % der H-Aktien) von PICC hielt zu den größeren Anteilseignern.  AIG verkaufte jedoch im Februar 2019 seinen gesamten Anteil. AIG trennte sich 2005–2006 auch vom Großteil seines Anteils an der Tochtergesellschaft PICC P&C.